# Bocconcini alla panna di bufala
I bocconcini alla panna di bufala sono piccole mozzarelline di bufala ricoperte di panna di bufala, conservate tradizionalmente in orci di terracotta.
Sono riconosciuti come un prodotto agroalimentare tradizionale della Campania.